# Grotte del Bue Marino
Le grotte del Bue Marino in sardo Grútas de sos boes marinus, sono delle grotte litoranee situate nel territorio del comune di Dorgali nella costa orientale della Sardegna. Devono il loro nome dall'appellativo in lingua sarda della foca monaca, mammifero marino ritenuto ormai scomparso dalla zona a causa della eccessiva pressione antropica.

## Struttura
Lunga più di 20 chilometri, dopo un ingresso in comune, la grotta si dirama i tre distinti tronconi: il Ramo nord, il Ramo di mezzo e il Ramo Sud. 

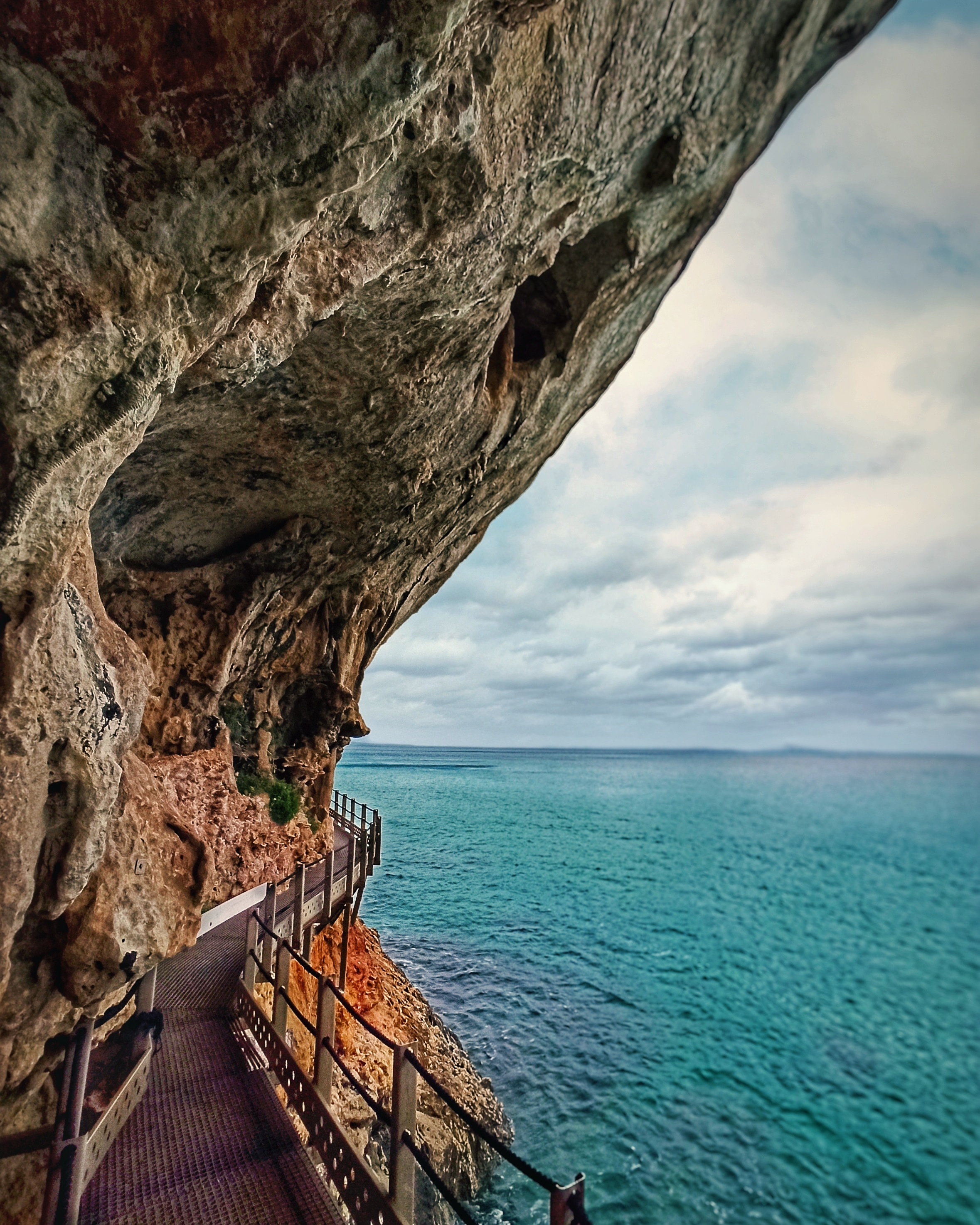
Passerella di accesso al Ramo Nord.

### Ramo Nord
Il Ramo Nord nato dall'erosione di antichi fiumi è composto da una parte fossile, di circa 7 chilometri, dove l'attività carsica è cessata mentre è ancora attiva la parte di Ramo detta "dei Cecoslovacchi" caratterizzata da 42 sifoni e altrettanti laghi. Complessivamente il Ramo Nord è lungo 9 chilometri. 
Il Ramo Nord, in passato conosciuto come "Grotta Nuova", è stata la prima parte delle grotte del Bue Marino ad essere attrezzata per il pubblico, aperta dagli anni '50 fino agli anni '80 in seguito venne chiuso per essere riaperto brevemente sino al 2017 con un percorso turistico suddiviso in tre gallerie, attualmente è in attesa di riapertura.

### Ramo Sud
Il Ramo Sud con un'estensione di circa 8 chilometri è quello che rimane dell'antica risorgenza del Codula Ilune e attualmente si riattiva solo dopo grandi piogge. Questo ramo è caratterizzato da gallerie molto ampie fiumi e laghi sotterranei. La parte aperta al pubblico comprende un percorso su passerelle lungo circa un chilometro, visitato ogni anno da decine di migliaia di turisti, che raggiungono l'ingresso su motobarche. Questa parte del sistema carsico è caratterizzata da un'ampia galleria ricca di stalattiti e stalagmiti e altre formazioni minerali che si specchiano nelle acque limpide di un ampio lago salato di oltre 1 chilometro di superficie, ritenuto tra i maggiori al mondo. 
Questo settore termina nella sala denominata "Spiaggia delle foche", luogo nel quale si ritiene che la foca monaca si riproducesse e luogo di incontro fra le acque dolci alimentate da vari fiumi sotterranei e l'acqua del mare. 
L'antro continua ancora per diversi chilometri all'interno dell'altopiano carsico del Supramonte, con ambienti ritenuti molto belli dagli speleologi subacquei.

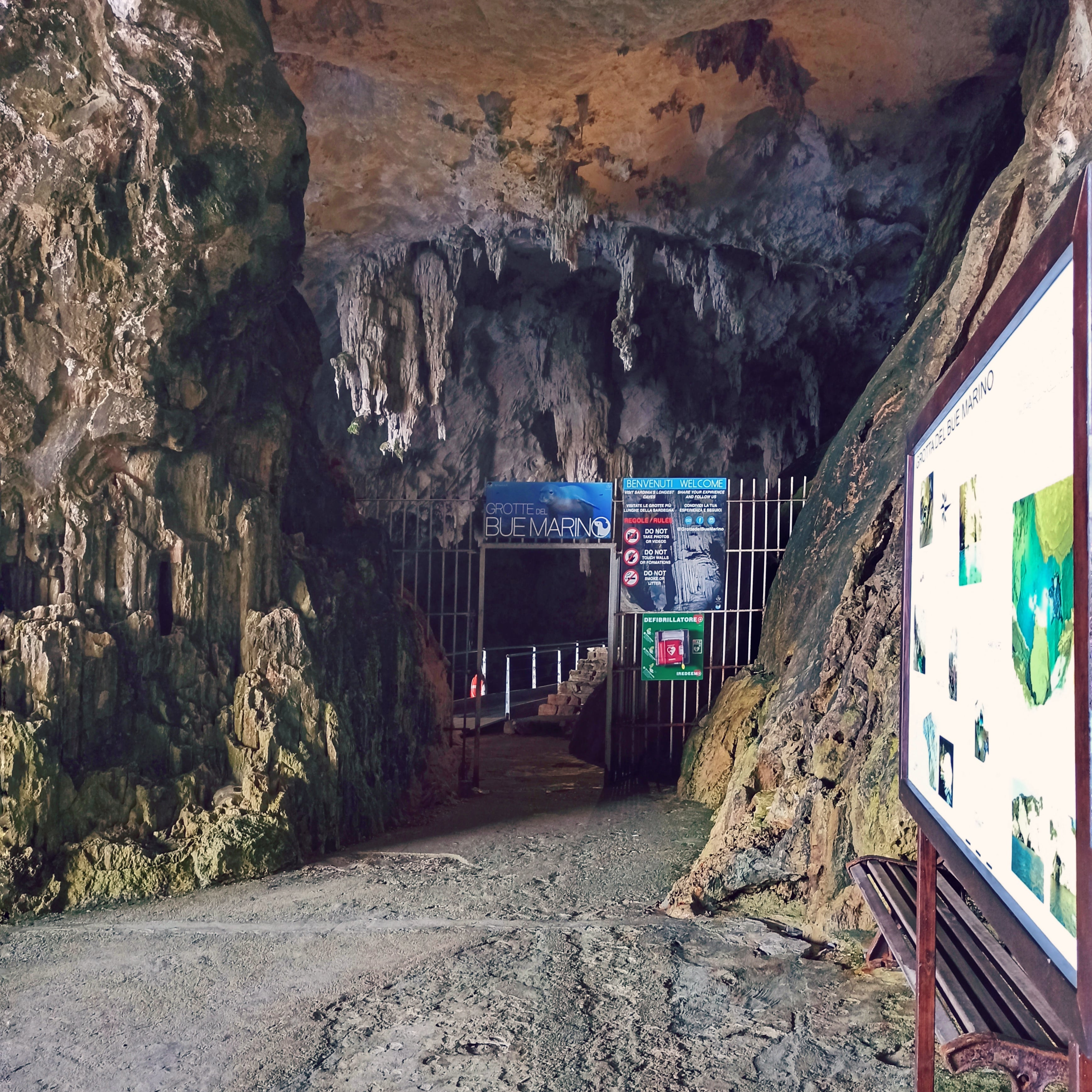
Cancello di ingresso al percorso turistico del Ramo Sud del Bue Marino.

### Ramo di Mezzo
Il Ramo di Mezzo, formato da grandiose condotte sommerse con ben 38 sifoni, è lungo circa 5 km, ed è stato esplorato negli anni 70 per i primi 500 m dal famoso speleosub tedesco Jochen Hasenmayer e in seguito da speleosub della Repubblica Ceca. Le esplorazioni, attualmente sono ancora in corso.

### Congiunzione con Su Molente, Monte Longos e Su Palu
A seguito di un'esplorazione effettuata nel mese di giugno 2016 da un gruppo di Speleosub, è stata effettuata la congiunzione con le grotte de Su Molente, Monte Longos e Su Palu, unendola al complesso carsico della Codula di Ilune, per un totale di 70 km che fino al 2019 costituiva il primato italiano di grotta più lunga percorribile.

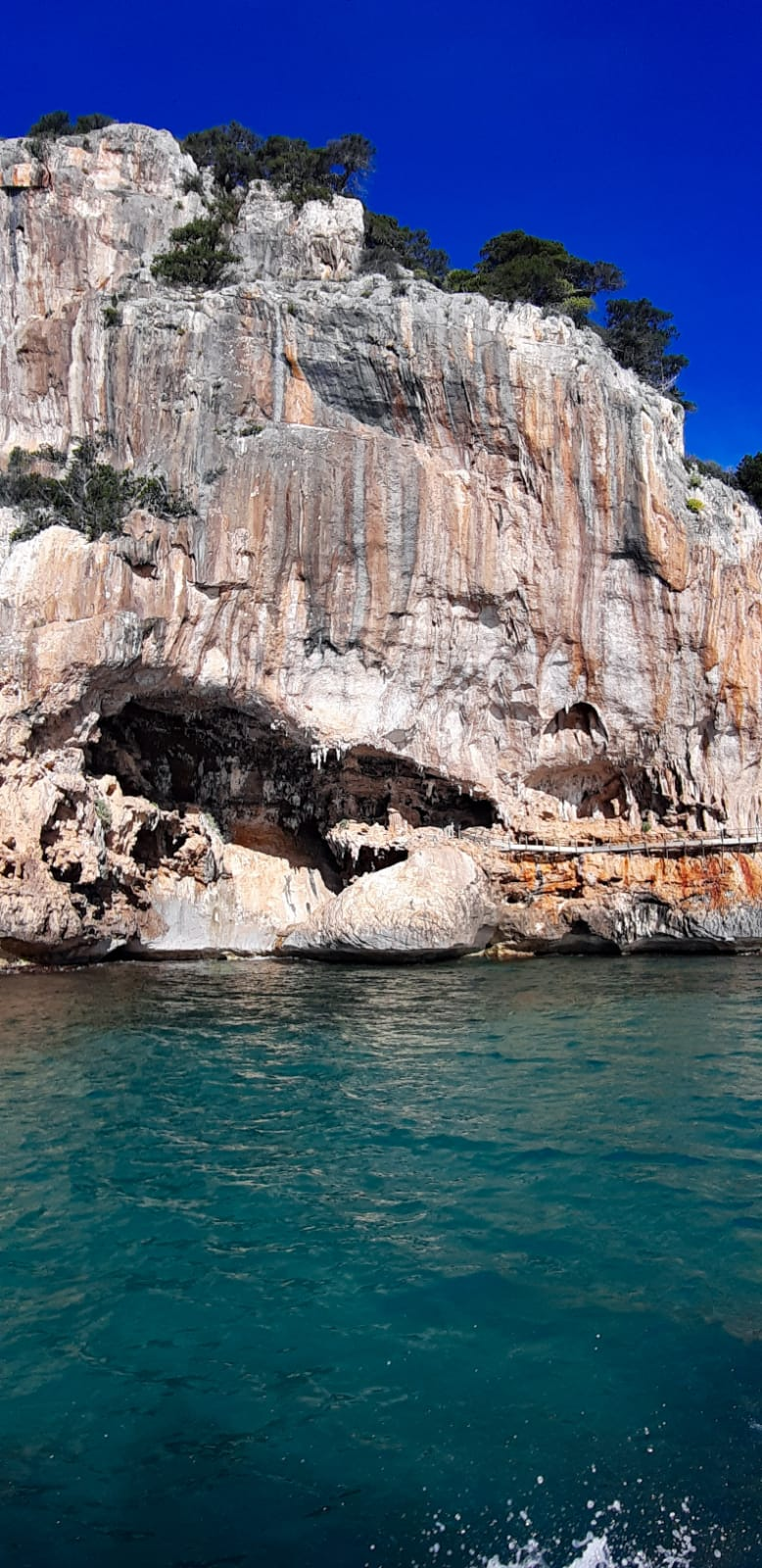
Accesso del Ramo Nord

## Archeologia
La grotta è importante anche dal punto di vista archeologico. Sono state individuate una ventina di figure antropomorfe, una coppella e due cerchi con piccola coppella centrale; i motivi sono per lo più raggruppati. Un piccolo gruppo di tre figure è inciso a circa 2 m a s., una figura isolata si trova a 2,5 m di distanza, in alto.
Le figure sono del tipo "a doppia forcella", con un segmento verticale (il corpo) e due semicerchi contrapposti (le braccia sollevate e le gambe piegate). Il segmento verticale è lungo mediamente 30 cm. Il solco dell'incisione è di 1 cm.
Lo schema presenta numerose varianti: una figura isolata "a candelabro", con arti multipli; due figure con appendice laterale obliqua; una figura con gambe e braccia piegate nella stessa direzione. Gli arti sono più o meno lunghi, inclinati e arcuati. Le figure appaiono erette e si dispongono con grande libertà tra di loro e rispetto ai tre motivi circolari.
L'interpretazione della scena è problematica. Gli studiosi suppongono che si tratti di una danza che vede coinvolti esclusivamente uomini (la parte inferiore del segmento verticale rappresenterebbe il sesso maschile). La coppella e i cerchi con coppella sarebbero connessi con una simbologia solare. Per quanto riguarda la datazione, non si hanno elementi decisivi. Confronti con una figurina del riparo di Frattale (Oliena), col motivo "ancoriforme capovolto" delle statue-menhir sarde, e con motivi dell'arte camuna, portano a collocare le figurazioni nell'orizzonte dell'Eneolitico finale (2100-1800 a.C.).

## Letteratura e cinema
Le grotte del Bue marino e il paese di Cala Gonone sono l'ambientazione del romanzo Tottoi, che venne scritto dallo scrittore Gianni Padoan nel 1980 e che racconta della vita avventurosa di Tottoi e della piccola foca monaca Zabaione. Il libro ispirò i produttori della Nippon animation che nel 1992 crearono l'anime トトイ "Totoi" un cartone animato inedito fino a pochi anni fa in Italia. Le vicende di Tottoi furono disegnate con dovizia di particolari da Haruiko Mikimoto.